# Fluke (film)
Fluke è un film del 1995 diretto da Carlo Carlei.
Il soggetto del film, esordio di Carlei ad Hollywood, è tratto dal romanzo Fluke l'uomocane (Fluke) di James Herbert del 1977. Gli interpreti principali sono Matthew Modine, Eric Stoltz e Nancy Travis.

## Trama
Dopo la morte in un incidente automobilistico, lo spirito di un padre così preso dalla propria carriera da trascurare molto spesso la famiglia, si reincarna in un cane.
L'incontro con un altro cane di nome Rambo lo porta a comprendere che quella che sta vivendo altro non è che una continuazione della sua vita precedente, solo che in un corpo canino. In seguito alla morte di Rambo e a numerose visioni sulla sua famiglia, Fluke decide di andare alla sua ricerca, così da poter rincontrare l'adorata moglie Carol e il figlio Brian. Si stabilisce fin dall'inizio un rapporto molto stretto fra di loro: in particolare Fluke lega molto con Brian il quale, non a caso, riconosce nel cane molto del suo amato padre, anche nel modo di giocare con lui. Anzi Fluke si rende conto di poter dedicare a suo figlio molto più tempo di quanto non sia stato in grado di fare nella sua vita da umano.
Nel frattempo la vecchia conoscenza di Fluke Jeff Newman, ex amico e socio di Tom, è entrato nella vita di Carol e Brian. Fluke, rivedendolo, reagisce in modo violento nei confronti dell'uomo, ritenendolo responsabile dell'incidente stradale che gli costò la vita, e lo aggredisce. Questo spinge Jeff ad allontanare il cane dalla famiglia, poiché potenziale fonte di pericolo per tutti e tre, e Fluke scappa.
Durante la notte Brian decide di uscire di casa per andare a cercarlo, nonostante la febbre alta, e si avventura sotto la neve e il gelo. Accortasi dell'assenza del figlio, Carol telefona disperata a Jeff chiedendogli di andare alla sua ricerca. Uscito dal suo ufficio, l'uomo viene aggredito da Fluke, nascostosi nella sua macchina, e sbanda andando a sbattere violentemente contro un muro.
Fluke così è convinto di aver finalmente trovato la sua vendetta, ma improvvisamente riaffiora il vero ricordo del motivo della sua morte: stremato dal lavoro, Tom non riusciva mai a trovare tempo per i suoi cari, passando a volte intere giornate nel suo ufficio. Una sera, venne raggiunto da Jeff, con cui ebbe una concitata discussione e nella quale Tom si dimostrò piuttosto aggressivo, nei confronti dell'amico. La discussione sfociò quindi in una sorta di gara automobilistica nella quale Tom, avendo occupato la corsia opposta, perdette il controllo del proprio veicolo per non fare un frontale contro un camion in arrivo e finì contro un albero. Jeff lo raggiunse fra i rottami dell'auto, ma ormai era troppo tardi: fra i suoi singhiozzi, l'uomo si spense.
Fluke così si rende conto che il marito e padre di famiglia Tom era morto per sua stessa mano, accecato da una momentanea collera, e va a soccorrere Jeff, il quale lo invita a cercare Brian che è malato. Fluke lo ritrova al cimitero, seduto davanti alla tomba del padre ricoperta di neve, e lo riscalda con il suo corpo. Intanto i due vengono raggiunti da Carol che recupera il figlio e lo porta in macchina.
Quando Carol cerca di richiamarlo, Fluke capisce che è giunto il momento di separarsi da loro, per non intromettersi nella loro felicità: ha capito, infatti, che con loro non potrà mai essere solo un cane, come invece dev'essere, quindi prima di lasciarli, spazza via con la zampa la neve posatasi sulla tomba di Tom Johnson, rivelando così alla ex moglie chi in realtà si cela dentro il cane. 
Qualche tempo dopo Jeff, una volta guarito, regala a Brian un cucciolo mentre Fluke, avendo capito di dover godere della nuova vita che ha avuto, ritrova il suo amico Rambo, ora reincarnatosi in uno scoiattolo.

## Riconoscimenti
- 1996 - Saturn Award
  - Nomination Miglior film fantasy
  - Nomination Miglior attore emergente a Max Pomeranc